# Team Barloworld

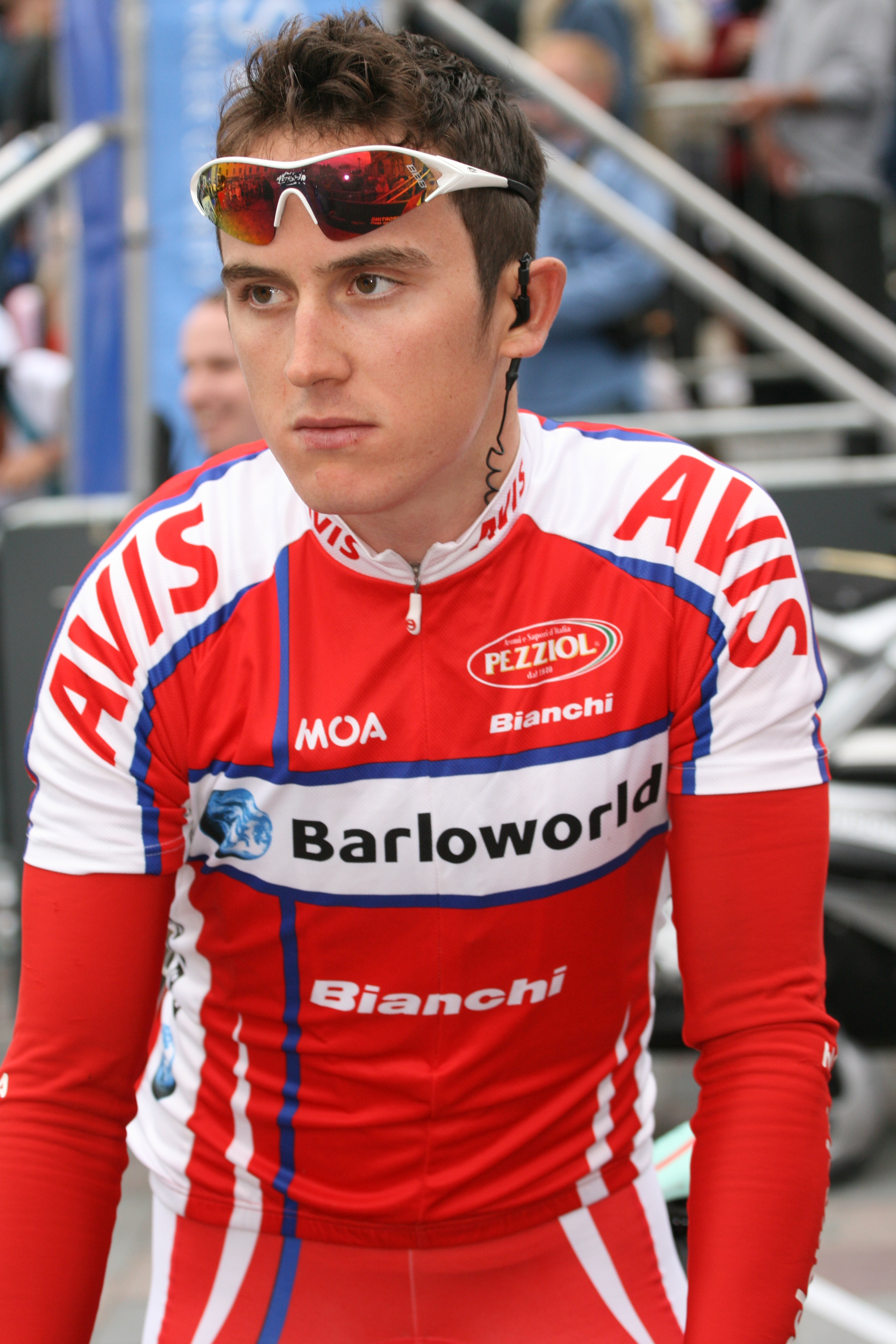
Geraint Thomas im Trikot der Mannschaft (2009)

Das Team Barloworld war ein britisches Radsportteam.
Der Sponsor Barloworld ist spezialisiert auf Management und der zweite Sponsor Valsir ist eine Abfallentsorgungsfirma. Die Mannschaft wurde 2003 von John Robertson als südafrikanisches Team gegründet, fuhr 2004 unter italienischer Lizenz und war ab 2005 britisch. Die Leiter des Teams waren die beiden ehemaligen italienischen Radrennfahrer Alberto Elli und Valerio Tebaldi. Der wohl bekannteste Fahrer im Professional Continental Team war der Weltmeister von 2003 Igor Astarloa, der von 2005 bis 2006 zwei Jahre für das Team fuhr. Mit dem Team Konica Minolta unterhielt derselbe Betreiber auch ein Farmteam.
Nach Bekanntwerden des positiven Dopingbefunds von Moisés Dueñas bei der Tour de France 2008 kündigte der Sponsor Barloworld seinen Rückzug nach dem Ende der Rundfahrt an. Im Oktober entschied dieser jedoch, das Sponsoring für ein weiteres Jahr fortzusetzen. Nach der Saison 2009 wurde das Team aufgelöst, die britischen Fahrer wechselten meist zum Sky Professional Cycling Team.

## Saison 2009

### Erfolge in den Continental Circuits
| Datum         | Rennen                                  | Kat. | Fahrer         |
| ------------- | --------------------------------------- | ---- | -------------- |
| 13. Februar   | 4. Etappe Mittelmeer-Rundfahrt          | 2.1  | Robert Hunter  |
| 4. März       | Giro del Capo Race 1                    | 1.2  | Robert Hunter  |
| 5. März       | Giro del Capo Race 2                    | 1.2  | Chris Froome   |
| 6. März       | Giro del Capo Race 3                    | 1.2  | Steve Cummings |
| 15. April     | 4. Etappe Presidential Cycling Tour     | 2.1  | Daryl Impey    |
| 12.–19. April | Gesamtwertung Presidential Cycling Tour | 2.1  | Daryl Impey    |
| 24. April     | 3. Etappe Giro del Trentino             | 2.1  | Robert Hunter  |
| 19. September | 8. Etappe Tour of Britain               | 2.1  | Michele Merlo  |

### Zugänge – Abgänge
| Zugänge       | Team 2008 | Abgänge               | Team 2009               |
| ------------- | --------- | --------------------- | ----------------------- |
| Michele Merlo | Neoprofi  | Enrico Gasparotto     | Lampre-N.G.C.           |
|               |           | Christian Pfannberger | Team Katjuscha          |
|               |           | Baden Cooke           | Vacansoleil             |
|               |           | Hugo Sabido           | Paredes Rota dos Móveis |

### Mannschaft
| Name                 | Geburtstag        |                        | Team 2010         |
| John-Lee Augustyn    | 10. August 1986   | Südafrika              | Team Sky          |
| Francesco Bellotti   | 6. August 1979    | Italien                | Liquigas          |
| Diego Caccia         | 31. Juli 1981     | Italien                | ISD-Neri          |
| Patrick Calcagni     | 5. Juli 1977      | Schweiz                | Karriereende      |
| Félix Cárdenas       | 24. November 1972 | Kolumbien              | GW Shimano        |
| Giampaolo Cheula     | 23. Mai 1979      | Italien                | Footon-Servetto   |
| Marco Corti          | 15. Juni 1985     | Italien                | Footon-Servetto   |
| Steve Cummings       | 19. März 1981     | Vereinigtes Königreich | Team Sky          |
| Chris Froome         | 20. Mai 1985      | Vereinigtes Königreich | Team Sky          |
| Robert Hunter        | 22. April 1977    | Südafrika              | Garmin-Slipstream |
| Daryl Impey          | 6. Dezember 1984  | Südafrika              | Team RadioShack   |
| Paolo Longo Borghini | 10. Dezember 1980 | Italien                | ISD-Neri          |
| Michele Merlo        | 7. August 1984    | Italien                | Footon-Servetto   |
| Carlo Scognamiglio   | 31. Mai 1983      | Italien                | ISD-Neri          |
| Juan Mauricio Soler  | 14. Januar 1983   | Kolumbien              | Caisse d’Epargne  |
| Geraint Thomas       | 25. Mai 1986      | Vereinigtes Königreich | Team Sky          |

## Platzierungen in UCI-Ranglisten
UCI Africa Tour
| Saison | Mannschaftswertung | Fahrerwertung         |
| ------ | ------------------ | --------------------- |
| 2005   | 1.                 | Tiaan Kannemeyer (1.) |
| 2006   | 4.                 |                       |
| 2007   | 1.                 |                       |
| 2008   | 2.                 | Robert Hunter (3.)    |
| 2009   | 1.                 | Daryl Impey (7.)      |

UCI Asia Tour
| Saison | Mannschaftswertung | Fahrerwertung |
| ------ | ------------------ | ------------- |
| 2005   | 3.                 | Ryan Cox (2.) |
| 2006   |                    |               |
| 2007   |                    |               |
| 2008   |                    |               |
| 2009   | -                  | -             |

UCI Europe Tour
| Saison | Mannschaftswertung | Fahrerwertung          |
| ------ | ------------------ | ---------------------- |
| 2005   | 4.                 | Wladimir Jefimkin (8.) |
| 2006   | 8.                 | Félix Cárdenas (30.)   |
| 2007   | 2.                 | Robert Hunter (10.)    |
| 2008   | 2.                 | Enrico Gasparotto (1.) |
| 2009   | 23.                | Daryl Impey (100.)     |

UCI Oceania Tour
| Saison | Mannschaftswertung | Fahrerwertung      |
| ------ | ------------------ | ------------------ |
| 2007   | 12.                |                    |
| 2008   | -                  | -                  |
| 2009   | 10.                | Chris Froome (13.) |

UCI World Calendar
| Saison | Mannschaftswertung | Fahrerwertung        |
| ------ | ------------------ | -------------------- |
| 2009   | 30.                | Robert Hunter (159.) |